# Rasko Mladenov
Pour les articles homonymes, voir Mladenov.
Rasko Mladenov (en bulgare : Рашко Младенов), né le 8 février 1947 à Sofia, est un homme politique bulgare. Il est ministre de la Culture du 27 janvier 2017 au 4 mai 2017.